# 蓋勒河
52°27′37.98″N 9°1′21.95″E / 52.4605500°N 9.0227639°E

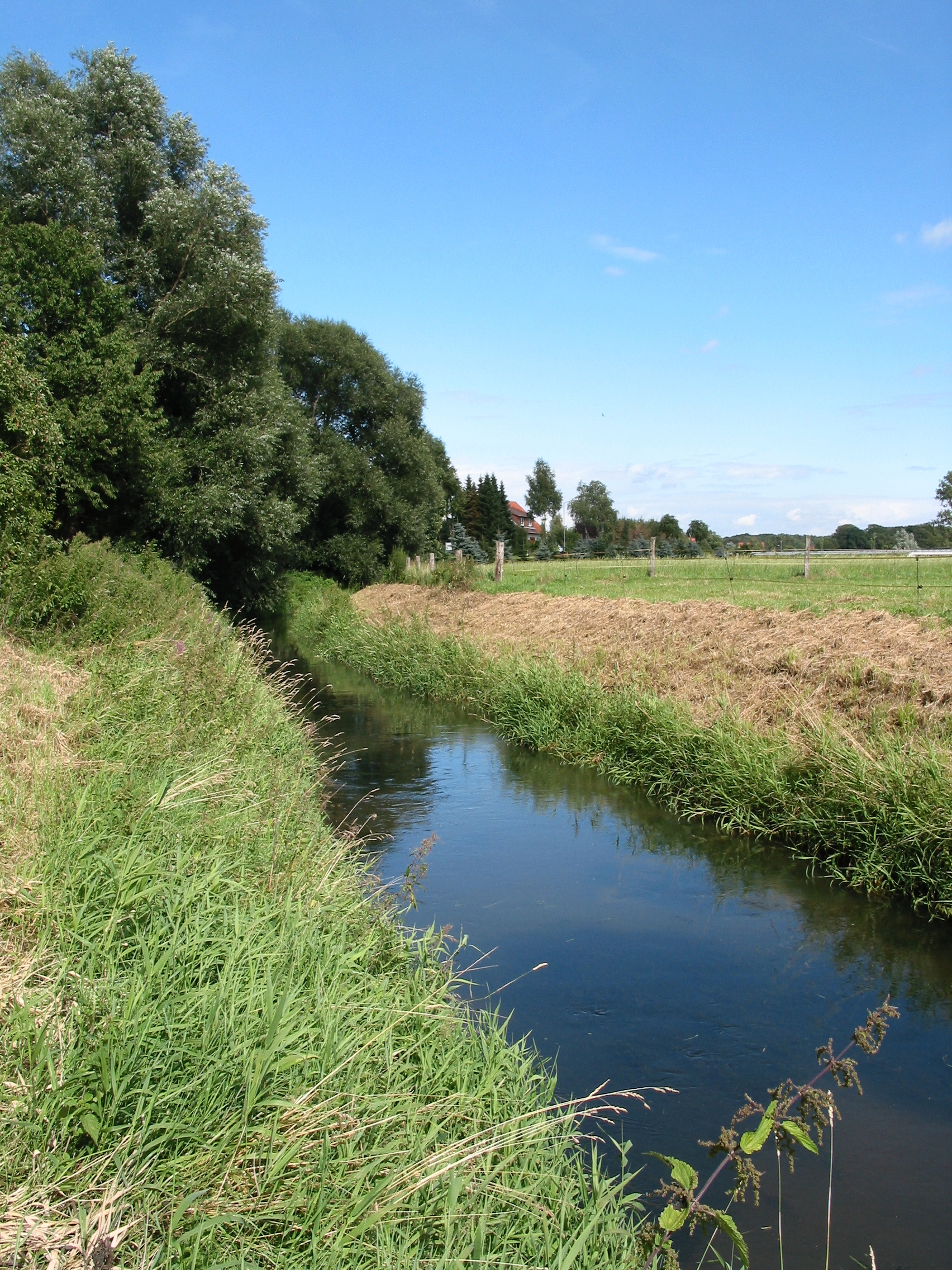

蓋勒河（德語：Gehle），是德國的河流，位於該國西部，流經北萊茵-威斯特法倫州，屬於威悉河的右支流，處於彼得斯哈根，河道全長27公里，流域面積163平方公里。